# Physical Chemistry Chemical Physics
Physical Chemistry Chemical Physics (ook PCCP) is een internationaal, aan collegiale toetsing onderworpen wetenschappelijk tijdschrift op het gebied van de
fysische chemie, chemische fysica, en biochemie.
De naam wordt in literatuurverwijzingen meestal afgekort tot Phys. Chem. Chem. Phys.
Het wordt uitgegeven door de Britse Royal Society of Chemistry
en verschijnt wekelijks.
Het tijdschrift is opgericht in 1999 als opvolger van Journal of the Chemical Society, Faraday Transactions, oorspronkelijk opgericht in 1905 als Transactions of the Faraday Society.